# Aline Allmann
Aline Allmann (* 10. November 1994 in Dieburg) ist eine ehemalige deutsche Fußballspielerin.

## Karriere
Allmann begann bei der in Ueberau, einem Stadtteil von Reinheim im Landkreis Darmstadt-Dieburg, ansässigen Sportgemeinschaft Ueberau mit dem Fußballspielen. Im weiteren Verlauf spielte sie in der Jugendmannschaft des Mehrspartensportvereins SV 1945 Reinheim. Von 2012 bis 2015 gehörte sie  Eintracht Frankfurt in der drittklassigen Regionalliga Süd an und bestritt als Torhüterin 45 Punktspiele. Ihr erstes im Seniorinnenbereich gab sie zum Saisonstart am 1. September 2012 bei der 0:2-Niederlage im Auswärtsspiel gegen die Frauenfußballmannschaft des FSV Hessen Wetzlar. In den restlichen 21 Saisonspielen für den Liganeuling wurde sie ebenfalls eingesetzt. In der Folgesaison bestritt sie neun und in ihrer letzten Saison 14 Punktspiele.
Mit ihrem Abschluss an der heimischen Albert-Einstein-Schule begab sie sich zwecks Studienaufnahme in die Vereinigten Staaten an das ASA College Miami in Hialeah. Dort kam sie als Freshman für das Sport-Team der Bildungseinrichtung, die Avengers, zu Meisterschaftsspielen. Ihr Studium setzte sie an der Long Island University im Bundesstaat New York fort. Dort spielte sie für das Sport-Team, die Blackbirds, und kam in 37 Meisterschaftsspielen in der Northeast Conference innerhalb der NCAA Division I zum Einsatz.
Nach ihrer Studienzeit nach Deutschland zurückgekehrt, bestritt sie in der Saison 2019/20 15 Punktspiele für den TSV Schott Mainz in der drittklassigen Regionalliga Südwest. Anschließend gehörte sie von 2020 bis 2022 dem 1. FC Saarbrücken an. Für diesen Verein kam sie in neun Spielen der Staffel Süd der 2. Bundesliga zum Einsatz; das erste Mal am 11. April 2021 (8. Spieltag) bei der 0:2-Niederlage im Auswärtsspiel gegen Eintracht Frankfurt II. Mit dem Abstieg in die Regionalliga Südwest bestritt sie alle zwölf  Spiele der regulären Punktrunde und fünf von neun in der sich anschließenden Meisterrunde.
Nach Essen gelangt, wurde sie zunächst im Zeitraum vom 17. September 2022 (1. Spieltag) bis zum 2. Mai 2025 (21. Spieltag) saisonübergreifend in insgesamt neun Punktspielen der Zweitvertretung der SGS Essen berücksichtigt. Für die erste Mannschaft debütierte sie im letzten Heimspiel am 2. Mai 2025 (21. Spieltag) in der torlosen Begegnung mit dem SC Freiburg 90 Minuten lang in der Bundesliga.